# Otto Steinbrinck
Otto Steinbrinck (Lippstadt, 19 dicembre 1888 – Landsberg am Lech, 16 agosto 1949) è stato un militare e imprenditore tedesco ufficiale navale della prima guerra mondiale, in seguito incriminato e dichiarato colpevole nel processo Flick di Norimberga.
Avendo avuto una carriera di grande successo come comandante di U-Boot nella prima guerra mondiale, durante la quale fu decorato con l'ambitissimo Pour le Mérite, Steinbrinck ebbe una sorprendente carriera nell'industria degli anni '20. Attraverso il Freundeskreis Reichsführer SS poté ampliare fruttuosamente i rapporti con i circoli dirigenti del Terzo Reich: la posizione di leader di Steinbrinck all'interno della compagnia Flick ed il suo ruolo nell'integrazione delle miniere di carbone e dell'industria pesante nelle terre occupate dell'Europa occidentale nell'economia di guerra tedesca furono ciò che alla fine lo portò dinanzi alla corte di Norimberga.

## Biografia
Figlio di un insegnante, dal 1907 fu un soldato professionista nella Marina Imperiale Tedesca, e dal 1911 ha prestato servizio su diversi sottomarini. Durante la prima guerra mondiale, Steinbrinck fu uno dei comandanti di U-Boot di maggior successo e nel 1916 fu decorato con la medaglia Pour le Mérite. In totale affondò 216 navi tra cui l'incrociatore HMS Ariadne e il sottomarino E22. Nel 1919, dopo che l'Impero tedesco aveva perso la guerra, non fu più possibile impiegarlo nella ricostituita Reichsmarine, e così fu congedato con il grado di Kapitänleutnant.
In primo luogo, Steinbrinck ha operato come direttore dell'azienda dell'Organizzazione degli industriali tedeschi del ferro e dell'acciaio, fino a quando non trovò un nuovo incarico nel 1924 presso la compagnia Flick dove diventò primo associato nella segreteria privata di Friedrich Flick nel 1925 e dove in seguito diventò vicepresidente. Steinbrinck ha anche lavorato come membro del consiglio di amministrazione in molte altre aziende.

### Carriera nazista
Nel maggio 1933, Steinbrinck si unì al Partito nazionalsocialista tedesco dei lavoratori (NSDAP) e presto divenne uno Standartenführer nelle SS, diventando in seguito un SS-Oberführer nell'aprile 1935. Poco dopo fu membro del cosiddetto Freundeskreis des Reichsführers SS, un circolo piuttosto esclusivo il cui capo era Wilhelm Keppler.
Tra il 1937 e il 1939, Steinbrinck funzionò come plenipotenziario generale per la compagnia Flick. Inoltre, svolse diverse altre funzioni, divenendo nell'aprile 1938 Wehrwirtschaftsführer, titolo conferito agli industriali importanti per l'industria bellica tedesca, e dal gennaio 1939 SS-Brigadeführer.
Nell'estate del 1939, si dimise dalla compagnia Flick e dal dicembre dello stesso anno iniziò a lavorare come fiduciario presso la compagnia Krupp. Poco prima era stato anche rimobilitato come capitano di fregata. Dal maggio 1940 al marzo 1942, Steinbrinck lavorò come plenipotenziario generale per l'industria siderurgica in Lussemburgo, Belgio e Francia e nell'aprile 1941 ricoprì la funzione di associato nel presidium della Reichsvereinigung Kohle.
Dal marzo 1942 fino all'evacuazione delle zone di occupazione occidentali nell'autunno del 1944, Steinbrinck fu anche plenipotenziario generale per il Reichsvereinigung Kohle per l'estrazione mineraria e l'economia del carbone nei Paesi Bassi, in Belgio e in Francia, il cosiddetto Beko West (Befehlskommando). Nell'aprile del 1945, la seconda guerra mondiale era ormai persa da tempo, Steinbrinck operò come collegamento tra l'industria della Ruhr e il gruppo d'armate B sotto il Feldmaresciallo Walter Model.

## Processo Flick
Nell'agosto 1945, Steinbrinck fu arrestato dagli americani e affrontò le accuse al cosiddetto processo Flick a Norimberga. Il 22 dicembre 1947 fu condannato a 6 anni di carcere: poco prima che iniziasse l'ondata di amnistia generale Steinbrinck morì in custodia.